# Warhammer: Shadow of the Horned Rat
Warhammer: Shadow of the Horned Rat — відеогра жанру тактичної стратегії, розроблена і видана Games Workshop за співпраці з Mindscape у 1995 році. В 2015 році була перевидана GOG Ltd.
Shadow of the Horned Rat є першою адаптацією оригінальної настільної гри Warhammer Fantasy Battle та показує історію боротьби найманця Моргана Бернхардта проти змови щуролюдей скейвенів.

## Ігровий процес
Shadow of the Horned Rat є тактичною стратегією, де гравець виступає в ролі найманця. За винагороду він виконує різні бойові завдання та купує війська. Кожен загін має свого командира та індивідуальні характеристики, які підвищуються в міру набору досвіду загоном. Війська вимагають оплати за утримання, навіть не беручи участі в битвах, причому з рівенем їх майстерності ціна зростає. Бійці, які воювали, отримують плату і за виконане завдання.
Перед боєм гравець розставляє свої війська в області, поміченій прапорцями, влаштовує засідки. Після кожного бою на карті можна розшукти артефакти, які дають нові можливості, але артефакт назаважди залишиться в загону, який його знайшов. В знищених загонів артефакти зникають назважди.
Всі війська мають ті ж характеристики, що і в настільній Warhammer Fantasy Battle. На полі бою час від часу віють якісь із Восьми Вітрів Магії, якими можуть скористатися маги в армії гравця.

## Сюжет
Щуролюди скейвени вбили чаклуна Імперії людей та викрали магічний варп-камінь. Гравець виступає в ролі командира Моргана Бернхардта (англ. Captain Morgan Bernhardt), який має армію найманців під назвою «Grudgebringers». Він стикається з орками під містом Шнеплбург і здобуває перемогу. Тим часом варп-камінь вручають Сірому провидцю Танкволу (англ. Grey Seer Thanquol), який виковує з нього сокиру. Бернхардт виконує завдяння, що випадають йому, поки не зустрічає Свона Карлссона, який розповідає про небезпечну активність скейвенів, які захопили Дітріха Хілна. Коли Дітраха знаходять, він вже виявляється мертвим, проте має карту, що дозволяє продовжити війну зі скейвенами. В той же час Танквол передає сокиру орку — Урґату Вирізаному оку (англ. Urgat Rip-Eye). Той починає різанину, вбиваючи і поневолюючи всіх людей, яких зустрічає.
Карлссон дає завдання відшукати свого радника Ілмаріна та врятувати сім'ю, для чого Бернхардт користується допомогою гірських дикунів. Бернхардт не встигає врятувати рідних Карлссона — вони потрапляють в полон до орків. Визволивши бранців, їх доставляють у Віссенхайм, а Бернхардт продовжує боронити Імперію.
Дізнавшись про героїзм Бернхардта, гноми звертаються з пропозицією приєднатися до битви коло свого міста Зуфбар, після чого стають союзниками в боротьбі проти орків і скейвенів. Але скоро Зуфбару загрожує бурильна машина скейвенів. Бернхардт отримує від короля гномів Унґрунна особливу подяку за допомогу в цій справі.
Найманці розшукують табір орків та збирають підкріплення, щоб відбити орду орків, яка насувається на Зуфбар. Слідом місту загрожують скейвени, котрі проникають крізь підземні тунелі. Коли Бернхард вирішує проблеми, прибуває посланець з наказом з'явитися перед імператором Карлом Францом. Той наказує виступати з його найкращими воїнами проти Урґата.
Шлях проходить через Лорен, де в ліси ельфів прориваються основні сили скейвенів, отруюючи все живе. На додачу скейвени заволодівають менгірами ельфів аби прикликати своє божество — Рогатого Щура. Скейвени зіштовхують орків з Імперією, плануючи, що це не дасть їм зірвати ритуал. Та Бернхардт вбиває Урґата, чим руйнує плани щуролюдей. Його армія сходиться біля менгірів зі скейвенами Танквола і перешкоджає плану лиходія. Бернхардт повертається в Імперію, святкуючи тріумф.